# Divisional Extra de Fútbol de Uruguay
La Divisional Extra de Fútbol de Uruguay è stata un livello del campionato uruguaiano di calcio. Nota anche come Tercera Extra, fu istituita nel 1913 e consisteva di due serie (chiamate "A" e "B"). Corrispose, fino al 1941, alla terza divisione, venendo dopo la Divisional Intermedia. Diventò poi la quarta serie del calcio uruguaiano, a seguito dell'istituzione, nel 1942, della Primera B e della "retrocessione" della Divisional Intermedia al ruolo di terza divisione.
Al termine della stagione 1971, l'AUF ne dispose la fusione con la Divisional Intermedia, formando dal 1972 il campionato di Tercera "C" (attuale Segunda División Amateur de Uruguay).
Dopo la soppressione della Divisional Extra, fino al 1978 la quarta divisione fu la Primera "D", finché non fu decisa la soppressione anche di quest'ultima serie.

## Albo d'oro
| Anno | Vincitore          |
| ---- | ------------------ |
| 1913 | Independencia      |
| 1914 | Charley            |
| 1915 | Worcester          |
| 1916 | Liverpool (M)      |
| 1917 | Miramar Misiones   |
| 1918 | Fénix              |
| 1919 | Lito               |
| 1920 | Colón              |
| 1921 | Bella Vista        |
| 1922 | Capurro            |
| 1923 | Belgrano           |
| 1924 | Washington         |
| 1925 | non disputata      |
| 1926 | Tiro Federal       |
| 1927 | Tiro Federal       |
| 1928 | Oriental           |
| 1929 | non disputata      |
| 1930 | Maroñas            |
| 1931 | Deportivo Juventud |
| 1932 | Última Hora        |

| Anno | Vincitore          |
| ---- | ------------------ |
| 1933 | La Luz             |
| 1934 | Artigas            |
| 1935 | Bolton Wanderers   |
| 1936 | Uruguay Montevideo |
| 1937 | Miramar Misiones   |
| 1938 | Artigas            |
| 1939 | San Carlos         |
| 1940 | Rosarino Central   |
| 1941 | Olivol             |
| 1942 | Danubio            |
| 1943 | Dryco              |
| 1944 | Bahía              |
| 1945 | Canillitas         |
| 1946 | Artigas            |
| 1947 | Oriental           |
| 1948 | Cerrito            |
| 1949 | Rentistas          |
| 1950 | Imparcial          |
| 1951 | Mar de Fondo       |
| 1952 | Carlos Tellier     |

| Anno | Vincitore                                    |
| ---- | -------------------------------------------- |
| 1953 | Misiones                                     |
| 1954 | Huracán Buceo                                |
| 1955 | Platense                                     |
| 1956 | Boston River                                 |
| 1957 | Rentistas                                    |
| 1958 | Marconi                                      |
| 1959 | Basáñez                                      |
| 1960 | Expreso                                      |
| 1961 | El Tanque                                    |
| 1962 | Juventud Imparcial                           |
| 1963 | Rentistas                                    |
| 1964 | Villa Española                               |
| 1965 | Alto Perú                                    |
| 1966 | Defensa / Atletic Celta / Centenario Juniors |
| 1967 | non disputata                                |
| 1968 | Artigas                                      |
| 1969 | El Tanque                                    |
| 1970 | Marconi                                      |
| 1971 | Salus                                        |